# 九龙潭摩崖石刻
九龙潭摩崖石刻，位于中华人民共和国广东省惠州市惠城区小金口街道汤泉白水山。1990年7月，列入惠州市文物保护单位。
龙潭摩崖石刻共有四处，最早一处是南宋所刻，其余的三处为民国时所刻。2008年，宋代石刻遭炸毁，原址新建一座吊桥。